# Elli Lambridi
Elli Lambridi (en griego: Ελλη Λαμπριδη or Ελλης Λαμπριδη; 22 de enero de 1896 - 28 de enero de 1970), también deletreado Helle Lampride o Helle Lambridis, fue una filósofa griega que escribió los campos de la filosofía antigua y moderna. También escribió sobre arqueología, escribió ficción y produjo traducciones. Fue educadora y participó activamente en la política de izquierda griega y el feminismo desde una edad temprana. Se ha afirmado que su prominencia en la filosofía griega del siglo XX "ha sido ampliamente conocida recientemente". Su vida y obra se celebraron el 8 de marzo de 2017 en un evento de charlas en la antigua cámara del Senado del Parlamento de Grecia en Atenas.

## Biografía
Elli Lambridi nació en Atenas el 22 de enero de 1896. Su padre, Ioanni Lambridi, de Doliana, Epiro, fue abogado y senador en la primera administración de Venizelos, y conocido por su trabajo sobre la liberación de Epiro. Su madre Sofía era ateniense y su familia de Mitilene. Lambridi se graduó de la escuela primaria de niños en Atenas, luego estudió estudios clásicos en la Universidad de Atenas (1911-1916).

Elli Lambridi (arriba a la izquierda) con su familia, Doliana.

Se le concedió una beca de posgrado para estudiar en Zúrich en 1917, que completó en filosofía y pedagogía. Recibió su doctorado en 1919 con una tesis sobre los principios del conocimiento de Aristóteles. Durante este tiempo en Zúrich conoció a Nikos Kazantzakis, con quien realizó varios viajes por Suiza entre enero y septiembre de 1918, comenzando con una "peregrinación" a la Alta Engadina siguiendo los pasos de Nietzsche. Kazantzakis más tarde la apodó "Mudita", que significa "alegría por el placer de los demás". Su relación continuó intermitentemente hasta 1957.

### Escritura y actividades políticas
Después de completar su doctorado en 1919, viajó de Zúrich a Londres, donde asistió al London Teacher's College en 1919. En 1920, se mudó a Constantinopla, donde comenzó a trabajar en el American College for Girls, además de enseñar en el Zappeion Teachers College y en la Stavrodromiou Central School for Girls. Se casó con Kostas Stylianopoulos en Londres en 1922. A raíz de la Catástrofe, se trasladaron a Atenas en 1923. Lambridi fue nombrada directora del American College for Girls en Atenas, donde organizó el programa para el departamento de griego. Su hija, Nike, nació en 1923; sin embargo, la pareja se divorció poco después.
Lambridi continuó enseñando y se dedicó a cuestiones filosóficas y políticas. En 1926 viajó a París como enviada del periódico griego Free Press para participar en el X Congreso de la Alianza Internacional por el Sufragio Femenino. En 1928, renunció al Colegio de Atenas y durante los dos años siguientes se dedicó a la investigación y la escritura filosóficas. Entre otros proyectos, realizó una serie filosófica para Ellinika Philla, escribió numerosos ensayos sobre filosofía y psicología para el periódico Anagennisi y entradas filosóficas para una enciclopedia. En 1929, publicó Bergson y su filosofía y El Egeo: estructura política cretense-micénica. En 1930 viajó a Praga para asistir al Congreso de la Federación Internacional de Mujeres Universitarias.
Lambridi volvió a la enseñanza en 1930, después de haber sido nombrado Director Adjunto de Enseñanza en Marasleio Teachers College. En 1931 viajó a América para asistir al Congreso de la Federación Internacional de Mujeres Universitarias. En 1932, fue subdirectora, primero en Trípoli y luego en Lamia Teachers Colleges. Su carrera pedagógica formal terminó cuando se vio obligada a dejar su cargo en julio de 1935, por razones políticas, tras el intento fallido de Venizelos de recuperar el poder.
Lambridi trabajó como profesora privada en Atenas, pero dedicó su tiempo a estudiar y escribir filosofía. Asistió a veladas en Kydhathineon Street, Plaka, Atenas (la casa de Konstantinos Tsatsos, más tarde presidente de Grecia), y en 1937-1939 presentó una serie de conferencias sobre filosofía en la asociación cultural Askraios. Estos fueron muy exitosos, atrayendo a grandes audiencias, y de estos cursos finalmente surgió su Introducción a la Filosofía (1965, 2004). En 1939, publicó una revisión crítica ampliada de la Odisea de Kazantzakis en Neohellenica Grammata ( Literatura griega moderna ) que provocó una respuesta hostil. También publicó muchos otros artículos en diversas publicaciones literarias y filosóficas.

### Durante la guerra
Lambridi recibió una beca del British Council para estudiar el sistema educativo inglés en el Instituto de Educación de Londres y llegó a Londres en septiembre de 1939. Además de sus estudios, también asistió a conferencias de Wittgenstein en Cambridge. La ocupación de Europa durante la guerra le impidió regresar a Grecia, y ofreció sus servicios al Gobierno griego en el exilio en Londres, y en 1941 fue nombrada Directora del Ministerio de Información, realizando diversas actividades, incluidas entrevistas para la BBC, produciendo boletines y enseñando griego a los oficiales ingleses del SAS para participar en el movimiento de resistencia griego. Lambridi regresó a Grecia a principios de 1945, solo para enterarse de que su hija, que había pasado la guerra con familiares y amigos, había sido alcanzada por metralla de un mortero británico unos días antes. La ambulancia que transportaba a Niki al hospital había sido bombardeada. Murió el 3 de enero de 1945, a los 22 años, víctima inocente de la Dekemvriana. Lambridi publicó más tarde un relato de la vida de su hija contado en paralelo a la historia griega contemporánea titulado Nike (Victoria).
Lambridi permaneció en Grecia durante aproximadamente un año antes de regresar al Reino Unido. Mientras estuvo en Londres, se convirtió en miembro de la Liga para la Democracia en Grecia y formó parte de la Junta con diez diputados laboristas británicos. Como resultado de su asociación con la Liga, el gobierno griego confiscó su pasaporte en 1947 y permaneció en Londres otros diez años. Durante este tiempo continuó escribiendo, trabajando en Nike, otras obras de ficción, varios proyectos filosóficos y traducciones.

### Regreso a Grecia
Después de recuperar su pasaporte, pudo regresar a Grecia en 1960, donde publicó Nike y continuó trabajando en una serie de

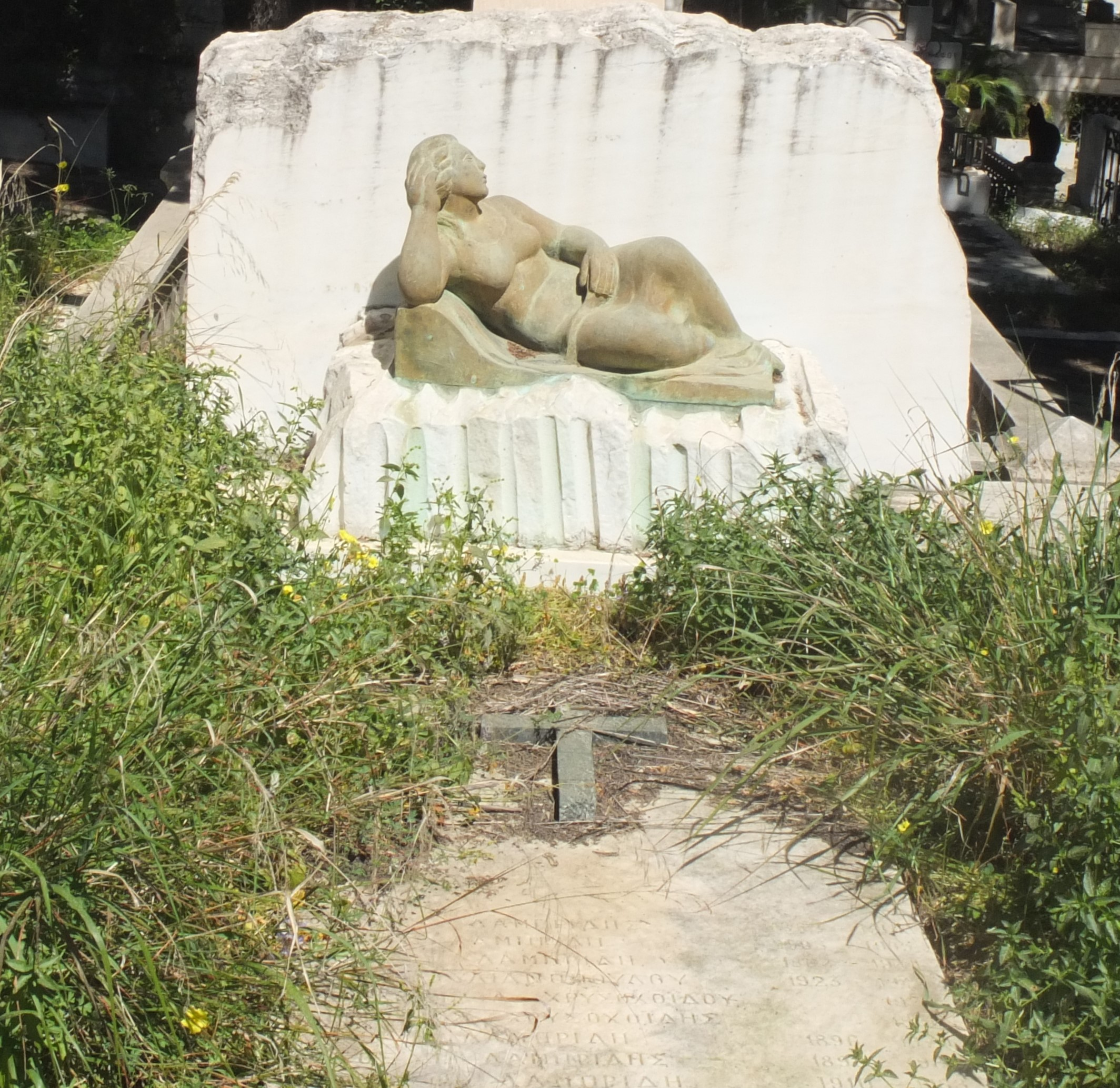
La tumba de Elli en Atenas

philosophical and literary projects. She also became a member of the Socialist Democratic Union (SDE) and, in the 1964 election, was nominated as a candidate by the Socialist Party/Greek Popular Movement for Independence. In 1964, she became a member of the Société Européenne de Culture and in 1965 she travelled to Russia to participate in the Conference of the International Federation of Democratic Women. In 1967, the military dictatorship (21 April 1967 to 23 July 1974) cancelled her passport and banned the publication of the second volume of Introduction to Philosophy. In her later years, she produced a manuscript on Empedocles in English (published posthumously in the US) and was contracted to produce another work on Protagoras. She died in Athens on 28 January 1970 and is buried in the First Cemetery.

## La biblioteca Elli Lambridi
A pedido de Lambridi, la Biblioteca Filosófica Elli Lambridi fue establecida después de su muerte por la Academia de Atenas y sus hermanos en Ypsilanto Street, Kolonaki, Atenas sobre la base de un pequeño legado y con la ayuda de sus albaceas. En su testamento, explicó que "la filosofía y la educación filosófica estaban completamente descuidadas en Grecia, y aunque había estudiado filosofía constantemente, no había completado su misión, que era hacer de la filosofía el propósito último de su vida". La biblioteca está administrada por la Academia de Atenas y contiene la colección personal de Lambridi, que abarca desde la lógica y la filosofía analítica hasta la historia de la religión y una variedad general de textos de filosofía en griego, alemán, francés e inglés. La biblioteca también alberga muchas otras obras filosóficas. Entre los manuscritos de Lambridi se encuentra una historia completa de la filosofía griega antigua y muchos trabajos sobre filosofía analítica moderna, así como artículos sobre Husserl, Heidegger, Sartre y otros, y la Fantasia Philosophica inconclusa que se publicó en griego en 2022. También preparó una obra sobre lógica tradicional y moderna que consideró como su legado filosófico escrito, que aún está inédito.

## Legado literario
Lambridi publicó más de 100 trabajos sobre muchos temas. La Biblioteca Elli Lambridi ha producido una bibliografía completa. El archivo de Elli Lambridi se encuentra en ELIA, (ΕΛΙΑ, ΕΛΛΗΝΙΚΟ ΛΟΓΟΤΕΧΝΙΚΟ ΙΣΤΟΡΙΚΟ ΑΡΧΕΙΟ), con un índice analítico compilado por Yolanda Hatzi.

### Filosofía y otras obras académicas
- Helle Lambridis, Die Erkenntnisprinzipien bei Aristoteles (Leipzig: Buchhandlung Paul John / Universidad de Zurich, 1919)
- Numerosos ensayos sobre filosofía y psicología para la revista Anagennisi (editado por Glynou)
- Entradas filosóficas para una enciclopedia (Pirsou y Eleftheroudakis)
- Nueve ensayos para una serie filosófica 'Studies' (Ellinika Philla)
- Bergson y su filosofía (Atenas: Georgios H. Kalergis, 1929)
- Los egeos: la civilización cretense-micénica (Atenas: Korais, 1929)
- Ensayos de crítica filosófica y literaria en Nea Estia y otras revistas como Horizontes, Neoellinika Grammata, Epoches y Kanouria Epochi
- Revisión crítica de la Odisea de Kazantzakis, que abarca siete ediciones de Neoellinika Grammata (Νεοελληνικὰ Γράμματα), 1939
- Comentario sobre el poema de Sikelianos 'Madre de Dios', Nea Politiki, 1939
- Ensayos Críticos y Filosóficos, 1952
- Helle Lambridis, 'Erdachtes Gesprach mit Wittgenstein', en Szczesny, Gerhard (ed. ), Club Voltaire: Jahrbuch für kritische Aufklärung 1 (Múnich: Szczesny Verlag, 1963), págs. 257–270
- Introducción a la Filosofía, vol. 1 (1965)
- Empédocles. Una investigación filosófica , con prólogo de Marshal McLuhan, (Universidad de Alabama, 1976)
- Introducción a la Filosofía, vol. 1, 2 (Atenas: Academia de Atenas, 2004) (en griego)
- Un diálogo imaginario con Wittgenstein (Atenas: Academia de Atenas, 2004) (en griego)
- Poesía griega de los últimos 50 años (1937)
- 'Grecia en nuestro tiempo'
- Elle Lambridi, Fantasia Philosophica, editado por Konstantinos Garitsis, con un prefacio de Linos Benakis (Atenas: KEEF, 2022)

### Literatura
- Elli Lambridi, Nike (Victory) Editado y con introducción de Yolanda Hatzi (Atenas: Difros, 1960)
- Elli Lambridi, Humo (Cuento corto en griego). Editado y con introducción de Yolanda Hatzi (Atenas: Kastaniotis, 2019).ISBN 978-960-03-6612-9
- Elli Lambridi, The New People (Novela en inglés, transcrita del original manuscrito 2020-21. Publicación en inglés próximamente en 2022; Traducción al griego próximamente en 2022)

### Traducciones
Varias obras completas, incluidas las de Bergson, Schiller, Laforgue y Esterlich
- Wilhelm Strohmayer, Vorlesungen uber die Psychopathologie des Kindesalters (Conferencias sobre la psicopatología de la adolescencia), 1933
- Paul Valéry, Eupalinos o The Architect, con prólogo de Angelos Sikeliano (Agra, 1935, 1988, 1993)
- Varias traducciones cortas en Ellinika Philla
- Platón, Meno (al inglés), con un ensayo introductorio completo (Dimitrakou, 1939)
- Thucidides Historia con una introducción y un comentario (4 volúmenes, Govostis, 1962-1966)
- Varias obras de autores griegos contemporáneos como Kazantzakis, 'Askitiki' (1931), entre otros

## Otras lecturas
- Yolanda Hatzi, 'Emeis' (1985), en Elli Lambridi, Introducción a la filosofía, (Atenas: Academia de Atenas, 2004), 363-365 (en griego).
- P. Prevelakis, 400 Cartas de Kazantzakis a Prevelakis (Atenas: Hestia Publications, 1985) (en griego).
- Eleni Kazantzakis, Nikos Kazantzakis. Una biografía basada en sus cartas (Nueva York: Simon and Schuster, 1968, 1972).
- A. Anemoyannis, Nikos Kazantzakis. Cartas a Stavridakis (Varvara: Museo Nikos Kazantzakis, 1995) (en griego).
- ostantinos Despotopolous, Prólogo de Elli Lambridi, Introducción a la filosofía, (Atenas: Academia de Atenas, 2004) (En griego).
- Peter Bien, Kazantzakis. Politics of Spirit, 2 volúmenes (Princeton: Princeton University Press, v. 1, 1989, v. 2, 2007).
- Peter Bien, Las cartas seleccionadas de Nikos Kazantzakis (Princeton: Princeton University Press, 2012).
- V. Karalis, 'En busca de la cultura neohelénica', Interactions 3/2 (2012), págs. 129–145.
- Yolanda Hatzi ed., Elli Lambridi and Nike: Correspondence 1939-1944, (Atenas: Archeio, 2014) (en griego).
- Konstantinos Garitsis ed., Elli Lambridi, Cartas a N. Kazantzakis, D. Capetanakis, P. Prevelakis, G. Seferis, A. Sikelianos, (Atenas: Embryo, 2016) (en griego).
- Konstantinos Garitsis ed. La crítica de Elli Lambridi a La Odisea de Kazantzaki, (Atenas: Academia de Atenas, 2017). (En griego).
- Konstantinos Garitsis ed. Vida y obra de Elli Lambridi, (Atenas: Academia de Atenas, 2017) (En griego).
- Yolanda Hatzi ed., Cartas entre Elli Lambridi y Miliades. Introducción y notas de Yolanda Hatzi (Atenas: Archeio, 2017) (en griego).
- Yolanda Hatzi ed., Correspondencia con Mudita. Nikos Kazantzakis–Elli Lambridi, 1927–1957. Introducción y notas de Yolanda Hatzi (Fundación Cultural del Banco Nacional de Grecia, 2018) (en griego).